# Rutidea nigerica
Rutidea nigerica là một loài thực vật thuộc họ Rubiaceae. Loài này có ở Bénin, Cameroon, và Nigeria. Môi trường sống tự nhiên của chúng là rừng ẩm vùng đất thấp nhiệt đới hoặc cận nhiệt đới. Chúng hiện đang bị đe dọa vì mất môi trường sống.